# Zdeněk Kostka z Postupic
Zdeněk Kostka z Postupic (1425? – 2. října 1468 Zábřeh) byl český šlechtic, hejtman a diplomat z roku Kostků z Postupic, přítel a spolupracovník Jiřího z Poděbrad. Především díky schopnostem Zdeňka Kostky se původně zemanský rod zařadil mezi nejvlivnější a nejbohatší nekatolické rody v zemi a dosáhl povýšení do panského stavu.

## Život
Zdeněk Kostka (označovaný též jako Zdeněk Kostka III. z Postupic) byl synem Viléma Kostky, významného představitele kališnické nižší šlechty, a Elišky z Liblic. Samostatně se politicky začal angažovat v roce 1447, kdy byl mimo jiné členem poselstva ke králi Fridrichu III. V roce 1448 již patřil mezi významné osobnosti Poděbradské jednoty. Hrál nezanedbatelnou roli při dobytí Prahy Jiříkem z Poděbrad. Poté, co se poblíž Kutné Hory shromáždilo vojsko Poděbradské jednoty, které pod záminkou tažení do Saska ve vší tajnosti připravovalo útok na Prahu, vedl do Prahy poselstvo žádající pražské konšele, aby umožnili průchod vojska Prahou a podpořili tažení. V Praze přednesl přednesl stížnost proti pomluvám, že se Jiří chystá do Prahy vtrhnout a město zničit, a zároveň zde kontaktoval Jiříkovy spojence. Město bylo posléze Jiřího vojskem obsazeno.
V roce 1449 nahradil zemřelého bratra Bohuše ve funkci hejtmana chrudimského landfrýdu. Spolu s Janem Pardusem z Vratkova velel chrudimské hotovosti při tažení proti Janu Koldovi ze Žampachu. Patřil k okruhu osob velmi blízkých Jiřímu z Poděbrad, který ho dokonce pověřil dosazením pražských konšelů, když se sám zdržel na sněmu v Jihlavě. Při střetu Poděbradské a Strakonické jednoty v roce 1450 byl velitelem oddílů chrudimského kraje a také jedním ze čtyř úmluvců (jediným nekatolíkem), kteří po porážce katolického vojska v bitvě u Rokycan dohodli příměří na hradě Vildštejně. Od té doby se pohyboval stále ve světě vysoké politiky. V roce 1451 se zúčastnil sněmu v Benešově a byl zvolen do poselstva ke králi Fridrichovi III. do Vídně, zapojil se do příprav svatojiřského sněmu, který měl ukončit bezvládí v Čechách. 27. dubna 1452 byl zvolen do dvanáctičlenné rady zemského správce. Účastnil se tažení proti Oldřichovi z Rožmberka a následných jednání o jeho kapitulaci.
Za vlády Ladislava Pohrobka ustoupil poněkud do pozadí, o to více se však angažoval po jeho smrti při volbě nového krále. Spolu s Burianem Trčkou z Lípy, Vaňkem Valečovským a staroměstským purkmistrem Samulelem Velvarem ohlásili katolíkům na schůzce v rožmberském domě, že za krále chtějí pouze rodilého Čecha. Když se ukázalo, že domácí biskupové Jošt z Rožmberka a Tas z Boskovic nejsou ochotni krále korunovat, právě Zdeněk Kostka navrhl Jiřímu z Poděbrad získat pro korunovaci uherské biskupy, které také potom vyprovázel na zpáteční cestě.

### Úředník, diplomat a hejtman krále Jiřího
Protože Zdeněk nebyl panského stavu, nemohl zastávat nejvyšší zemské úřady. Stal se však členem královy dvorské rady a v roce 1458 získal postavení kutnohorského mincmistra. V roce 1462 byla jeho pravomoc rozšířena na kontrolu těžby cenných kovů v celé zemi, jeho titul zní nejvyšší mincmistr království českého. Působil také u dvorského soudu. Palacký ho ve svých Dějinách nazval Jiříkovým "alter ego ve věcech týkajících se vnitřní vlády zemské".
Jiřímu z Poděbrad sloužil i jako diplomat. V roce 1460 jednal jeho jménem s Matyášem Korvínem při urovnání Matyášových sporů s Janem Jiskrou z Brandýsa, přičemž zároveň vyjednával jeho sňatek s Jiříkovou dcerou Kateřinou. Byl také členem družiny, která pak Kateřinu na svatbu doprovázela. Někdy před rokem 1463 povýšil Jiří Zdeňka Kostku do panského stavu. V roce 1462 byl Kostka v čele poselstva k papeži Piu II. s žádostí o potvrzení kompaktát – mise však byla neúspěšná, papež 31. března prohlásil kompaktáta za zrušená. Koncem roku 1462 se s bratrem Albrechtem zúčastnil tažení českého vojska k Vídni na pomoc obleženému císaři Fridrichu III. V březnu roku 1464 byl spolu s Prokopem z Rabštejna vyslán do Nového Města u Vídně na jednání s císařem a papežským legátem, jehož účelem bylo urovnání sporu s kurií, které však rovněž neuspělo.
Když se proti králi Jiřímu postavila Jednota zelenohorská, po marné snaze o smírné řešení opustil Zdeněk Kostka úlohu diplomata a v letech 1467–1468 se zapojil do bojů. Zároveň dosáhl vrcholu své kariéry – po Zdeňku Konopišťském se stal nejvyšším purkrabím pražským. Ve válce proti Vratislavským vedl útok proti městu Paczków a měl podíl na slavném vítězství u Frankenštejna, poté byl velitelem vojska obléhajícího Konopiště. Jeho posledním úkolem bylo zásobit klášter Hradiště u Olomouce obléhaný uherským vojskem. V bitvě u Zvole, kde české vojsko podlehlo nočnímu útoku uherských oddílů vedených Františkem z Háje, byl Zdeněk těžce raněn. Z bitvy ho zachránil jeho spolubojovník Jiří Tunkl, na jeho Zábřehu však Zdeněk svým zraněním následujícího dne podlehl.

## Rodina a državy
Zdeněk Kostka měl staršího bratra Bohuše, mladší bratry Albrechta a Jana a mladší sestru Annu. Byl dvakrát ženat, poprvé s Eliškou z Martinic, podruhé s Annou z Kaufunka (přežila ho o 12 let a znovu se nevdala). O jeho případných potomcích není nic známo, hlavními dědici se stali bratři Albrecht (který se nakonec přiklonil na stranu Matyáše Korvína) a Jan. Všichni bratři značně rozšířili rodové državy. Zdeněk sám získal potvrzení držení statků bývalého litomyšlského biskupství, tj. lanškrounsko-lanšperského panství. V zástavě měl Chrast u Chrudimi, bývalý majetek podlažického kláštera. V letech 1463–1464 dostal od krále Moravskou Třebovou, Bouzov a městečko Loštice. Moravskou Třebovou si Zdeněk zvolil jako své hlavní sídlo. V Praze měl dva domy v Celetné ulici (dům U Koz a dům později nazývaný U pánů Kostků).

## Náboženské postoje
Zdeněk Kostka jako přesvědčený zastánce kompaktát a jeden z hlavních mluvčích utrakvistů patřil k osobám nejvíce nenáviděným katolickou stranou. Neměl však příliš v oblibě Jana Rokycanu, jemuž zazlíval snahy ovlivňovat světskou politiku. Také pronásledoval Jednotu bratrskou (ve Skutči nechal uvěznit skupinu jejích příslušníků, kteří ve vězení zemřeli).

## Fáma o božím trestu
V roce 1464 se roznesla po Čechách zvěst, že do Zdeňka Kostky z Postupic uhodil ve Vlašském dvoře blesk, těžce ho popálil a on po šesti dnech zemřel. Zpráva měla pravděpodobně reálný základ, protože jistý český zdroj uvádí, že blesk uhodil vedle něho "a notně ho postrašil". Katolíci nepravdivou informaci dále šířili s tím, že byl Kostka spálen ohněm nebeským, když přísahal, že svou víru nikdy neopustí – a že tak byl potrestán i za to, že si přivlastňoval důchody z litomyšlského biskupství. Tématu se chytil Václav Hájek z Libočan: ve své kronice vypráví, že prý Zdeněk Kostka nutil ve Vlašském dvoře mincíře a pregéře razit mince na svátek sv. Vavřince, a když odmítali, rouhal se Bohu a sv. Vavřinci, za což do něj udeřil ohnivý boží posel.